# Violeta Friedman
Violeta Friedman (1930 Marghita, Transsilvània [en aquesta època, pertanyia a Romania] — Madrid, 4 d'octubre de 2000) va ser una supervivent del camp d'extermini nazi d'Auschwitz-Birkenau.

## Biografia
En el marc de les polítiques nazis de persecució dels jueus, va ser deportada el 1944 al camp d'extermini Auschwitz-Birkenau, amb catorze anys. Va perdre la major part de la seva família a les mans dels nazis: els seus pares, els seus avis i la seva besàvia, de 93 anys, van morir gasejats, salvant-se únicament ella i la seva germana.
Després de la segona Guerra Mundial va viure al Canadà i posteriorment es va establir a Caracas (Veneçuela), on va contreure matrimoni. El 1965, després d'haver-se divorciat, es va traslladar a Espanya amb una filla seva.
El 1985, sentint-se indignada per unes declaracions de l'excap de les Waffen SS Léon Degrelle a la revista Tiempo on negava l'Holocaust i manifestava opinions antisemites i racistes, va emprendre accions judicials contra ell, amb l'ajut de l'advocat espanyol Jorge Trías Sagnier. Només va veure que se li donava la raó després d'una llarga seqüència de sentències desfavorables a les seves pretensions. Per fi el 1991 el Tribunal Constitucional d'Espanya va considerar que Degrelle havia atemptat contra l'honor de Violeta Friedman i de les víctimes dels camps nazis. Aquesta sentència, a més, establí doctrina constitucional i serví com a precedent per a la reforma del Codi Penal d'Espanya.
Les seves despulles descansen al cementiri jueu de Madrid.

## Obres publicades
- Mis memorias (Editorial Planeta, 1995).[3]